# Butorides
Butorides este un gen de păsări pelecaniforme din familia stârcilor (Ardeidae). Conține trei specii similare: stârcul verzui (Butorides virescens), stârcul de mangrove (Butorides striatus) și Butorides sundevalli. O specie fosilă, Butorides validipes, este cunoscută din Pleistocenul timpuriu din Florida, în Statele Unite. Butorides provine din engleza medie butor care este derivat dintr-un cuvânt din franceza veche înrudit cu latinescul butiomenin „buhai de baltă” și greaca veche -oides, „asemănător”, iar virescens este latinescul pentru „verzui”.

## Specii
Sunt recunoscute următoarele specii:
- Butorides virescens – stârcul verzui
- Butorides striata – stârcul de mangrove
- Butorides sundevalli